# Jorge Gurría Lacroix
Jorge Gurría Lacroix (Ciudad de México, 19 de septiembre de 1917 - ibídem, 11 de febrero de 1979) fue un abogado, historiador, catedrático, investigador y académico mexicano. Se especializó en la historiografía y bibliografía de la Conquista de México y de la época colonial de Nueva España. Además es tío del exsecretario de Hacienda y Secretario General de la OCDE José Ángel Gurría

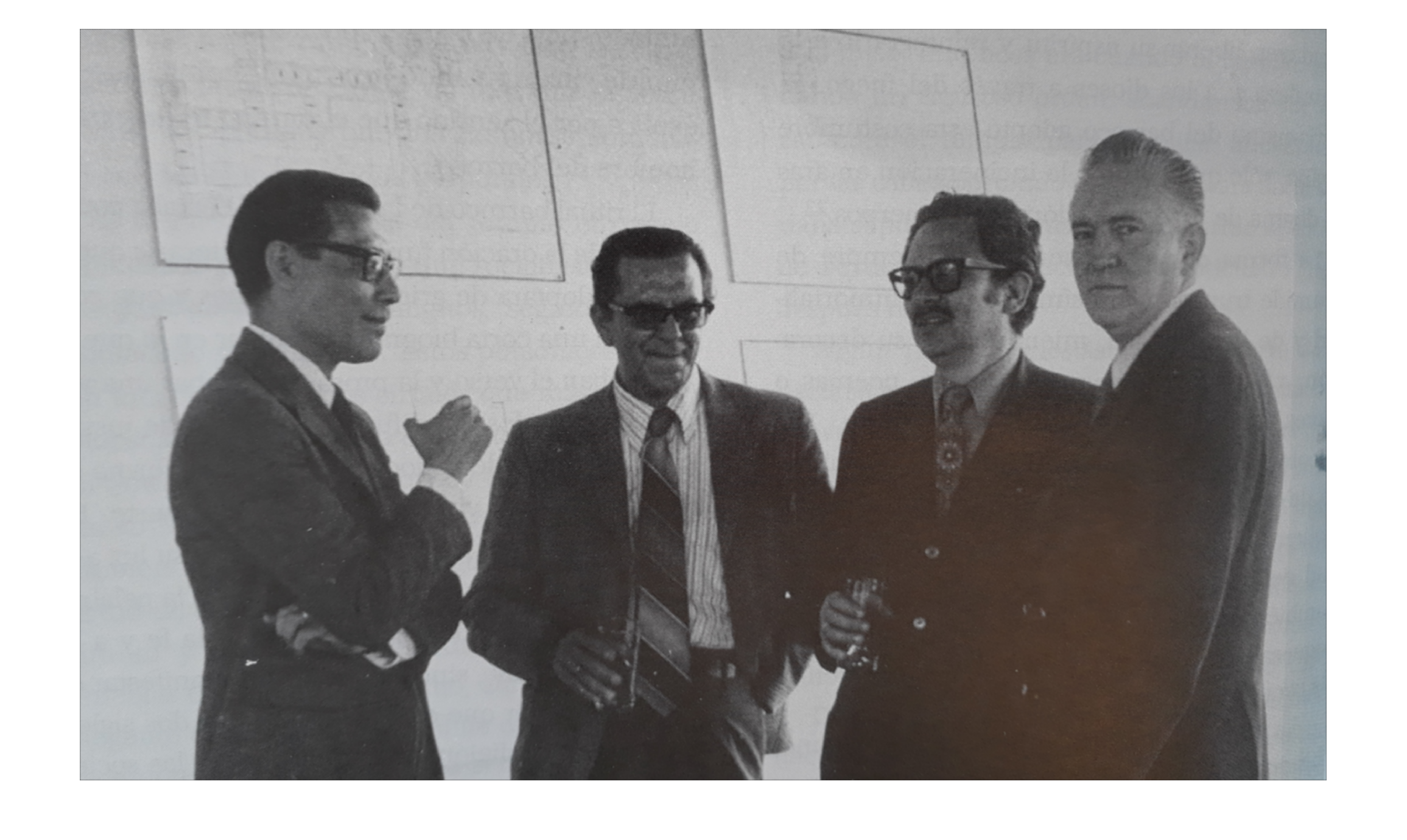
Photograph of Carlos Chanfon, Constantino Reyes-Valerio, Carlos Martinez Marin and Jorge Gurria

## Semblanza biográfica
Cursó la licenciatura en la Escuela Nacional de Jurisprudencia de la Universidad Nacional Autónoma de México (UNAM), interesado por la historia obtuvo una maestría en 1963 y un doctorado en 1975 en la Facultad de Filosofía y Letras de la misma universidad. Fue profesor de la Escuela Nacional Preparatoria y en la facultad de su alma mater. Impartió clases de Geografía Histórica, Historia de México centrándose en la época de la conquista, la colonia, las provincias internas, y de la historiografía.  Fue secretario general del Instituto Nacional de Antropología e Historia (INAH).
Fue investigador del Instituto de Investigaciones Históricas de la UNAM llegando a ser director del mismo, fue miembro de la Sociedad Mexicana de Antropología, de la Sociedad Colombiana para la Conservación Indigenista y los Recursos Naturales, de la Academia de la Investigación Científica, del Consejo Internacional de Monumentos y Sitios (ICOMOS) de la Unesco, de la Sociedad Hispano Mexicana de Arquitectura y de la Sociedad Hispano-Mexicana de Historiadores. En 1957, fue nombrado miembro de número de la Academia Mexicana de la Historia en donde ocupó el sillón N° 12.  Murió en la Ciudad de México, el 11 de febrero de 1979.

## Obras publicadas
- Cortés ante la juventud, en 1949.
- Las ideas monárquicas de don Lucas Alamán, en 1951.
- Monografías históricas sobre Tabasco, en 1952.
- Bibliografía mexicana de ferrocarriles, en 1956.
- El Nuevo Santander, en 1961.
- Anastacio Zerecero: estudio historiográfico de sus memorias, en 1963.
- Códice entrada de los españoles en Tlaxcala, en 1966.
- Hernán Cortés y Diego Rivera, en 1971.
- Itinerario de la armada, prólogo y comentarios de la obra de Juan Díaz, en 1972.
- Itinerario de Hernán Cortés, en 1973.
- La caída de Tenochtitlan, en 1974.
- Fray Juan de Torquemada y la conquista de México, tesis doctoral, en 1975.
- Historiografía sobre la muerte de Cuauhtémoc, en 1976.
- El desagüe del valle de México durante la época novohispana, en 1978.
- José Eduardo de Cárdenas: diputado ante las Cortes de Cádiz por la provincia de Tabasco, en 1978.
- Historia de la conquista de México, prólogo y comentarios de la obra de Francisco López de Gómara, en 1979.